# Давыдов, Юрий Степанович
Юрий Степанович Давыдов (2 мая 1937, Инза, Куйбышевская область — 15 марта 2016, Пятигорск, Ставропольский край) — советский и российский экономист, доктор экономических наук, профессор, академик РАО, президент ПГЛУ.

## Биография
Родился 2 мая 1937 года в городе Инзе (ныне — Ульяновской области).
Отец был военнослужащим, поэтому Юрию пришлось поменять пять школ: Ульяновская область, потом два года в разрушенной войной Германии, после — город Борисов Минской области и вновь Ульяновская область, но это не помешало ему закончить железнодорожную среднюю школу № 19 города Инза с золотой медалью.
В 1960 году окончил экономический факультет МГУ им. М. В. Ломоносова с красным дипломом. В высшей школе — с августа 1960 года. В 1968 году в МГУ им. Ломоносова им была защищена кандидатская («Влияние комбинирования промышленности и земледелия на развитие кооперативно-колхозной формы собственности»), а в 1980 году — докторская диссертация («Экономические проблемы соединения промышленности и сельского хозяйства в развитом социалистическом обществе»).
В 1982 году Юрий Давыдов избран на должность заведующего кафедрой общественных наук пятигорского филиала Ставропольского политехнического института, присвоено ученое звание профессора. Заведовал кафедрой до 1987 года.
В 1990 году — секретарь Ставропольского крайкома КПСС.
Умер в 2016 году. Похоронен на аллее Почётных граждан Краснослободского кладбища Пятигорска.

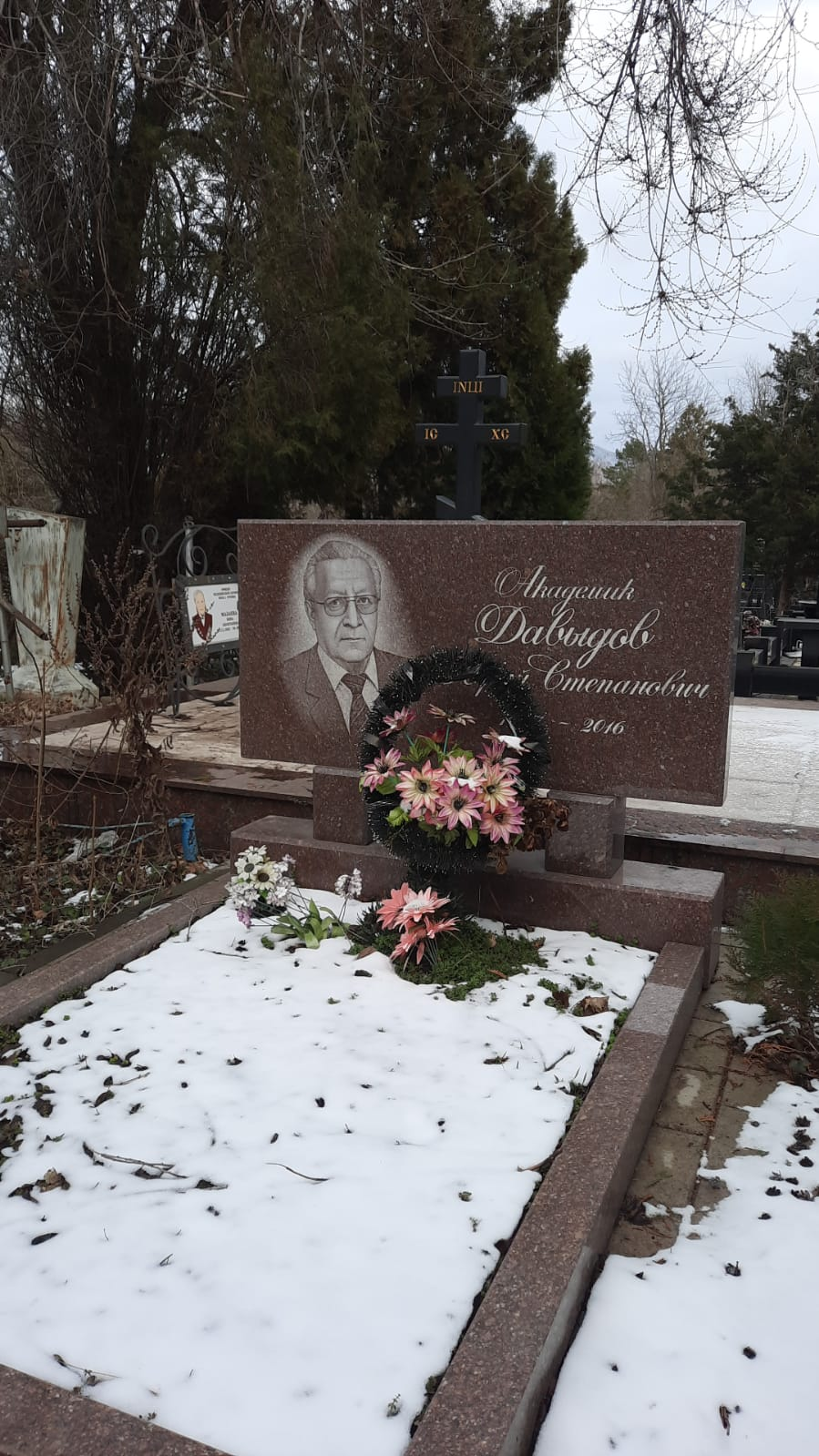
Памятник Ю. С. Давыдову на Краснослободском кладбище в Пятигорске

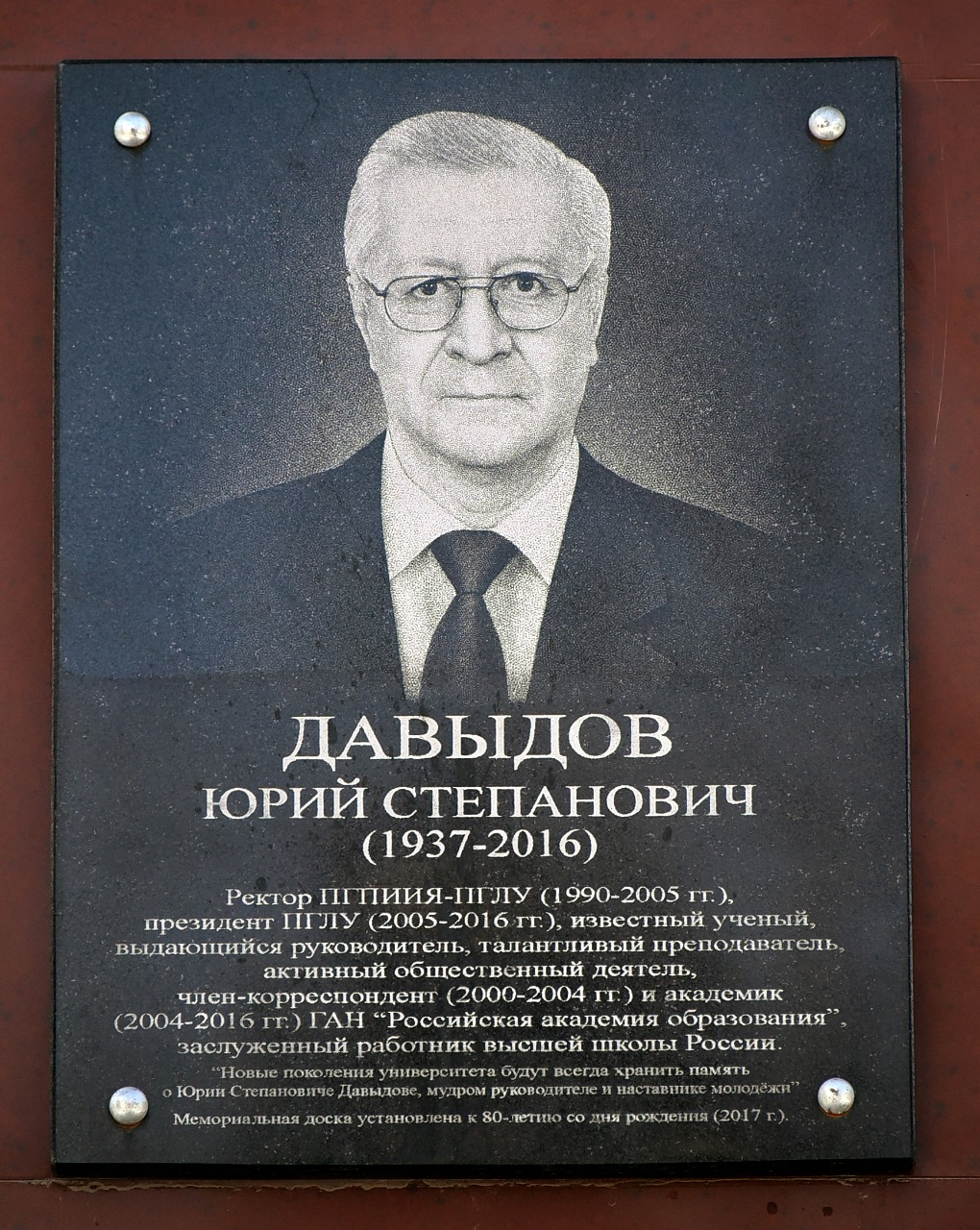
Мемориальная доска Ю. С. Давыдову на главном корпусе ПГУ

## Руководство ВУЗами
С 1987 по 1990 год — ректор Ставропольского госпединститута.
В 1990-м году был большинством голосов избран ректором Пятигорского государственного педагогического института иностранных языков (с 1995 года — Пятигорского государственного лингвистического университета). В дальнейшем Юрий Степанович дважды переизбирался на эту должность.
В 1992 году под руководством профессора Ю. С. Давыдова был осуществлен переход ПГЛУ к многоуровневой системе подготовки кадров по лингвистике. В 1995-м институт стал лингвистическим университетом.
Знаменательным событием стало принятие ПГЛУ в 2002 году в Национальную ассоциацию коммуникации США.
В 2004 году ПГЛУ под руководством Давыдова стал лауреатом конкурса «Золотая медаль „Европейское качество“» в номинации «Сто лучших вузов России».
С декабря 2005 года — президент ПГЛУ.

## Научная деятельность
С 1999 по 2009 год — заведующий кафедрой управления, политологии и социологии ПГЛУ.
С 2009 по 2015 год — заведующий кафедрой экономической теории.
Под руководством Ю. С. Давыдова с 1996 года в ПГЛУ осуществляется миротворческая и научно-исследовательская программа «Мир через языки, образование, культуру: Россия — Кавказ — Мировое сообщество». К 2016 году было проведено семь Международных конгрессов с одноименным названием.
Ю. С. Давыдов — соразработчик Концепции поликультурного образования в высшей школе Российской Федерации. Под его руководством была создана научно обоснованная система воспитательной работы университета, имеющая характер инновационной разработки, которая получила внедрение в практику, а в 2001 году удостоена Диплома I степени на Всероссийском конкурсе Минобразования РФ.
В условиях вхождения России в систему всемирных связей в области образования профессор Давыдов выступал в качестве организатора новых всесторонних контактов с учебными заведениями и административными структурами США, Германии, Великобритании, Франции, Испании, Мексики и других государств.
Научные и общественные достижения профессора Давыдова были отмечены избранием его членом-корреспондентом Российской академии образования (РАО) в 2000 году, а в апреле 2004 года — академиком РАО.
Также Ю. С. Давыдов был действительным членом Международной академии наук высшей школы, действительным членом Российской академии социальных наук, Международной академии наук педагогического образования, Международной славянской академии образования им. Я. А. Коменского, президентом Академии педагогических и социальных наук.
Входил в состав Совета Российского гуманитарного научного фонда, экспертного Совета по правовым вопросам Комитета по образованию Государственной Думы РФ, был экспертом Комитета по делам национальностей Государственной Думы Федерального собрания РФ.

## Научные труды
Всего издано 175 научных и научно-методических работ, в том числе:
- Давыдов Ю. С. Аграрно-промышленный синтез в СССР. — Ростов-на-Дону: Издательство Ростовского университета, 1978. — 159 с. — 800 экз.
- Давыдов Ю. С. Университет. Начало XXI века. — 2-е изд., перераб. и доп.. — Пятигорск: Издательство ПГЛУ, 2002. — 208 с. — ISBN 5-89966-328-6.
- Давыдов Ю. С. Болонский процесс и российские реалии. — М.: Издательство МПСИ, 2004. — 136 с. — 5000 экз. — ISBN 5-89502-663-5.. Рецензия на книгу[9]
- Давыдов Ю. С. Власть культуры в университете. — Пятигорск: Издательство ПГЛУ, 2004. — 280 с. — ISBN 5-89966-438-X.
- Давыдов Ю. С. Университет в эпоху реформ. — Пятигорск: Издательство ПГЛУ, 2005. — 572 с.
- Давыдов Ю. С. Реформы российского образования: от желаемого к действительному. — М.: Издательство Московского психолого-социального института, 2005. — 92 с. — (Библиотека педагога). — ISBN 5-89502-803-9.

## Семья
Супруга (с 1960 года) — Лилия Владимировна Давыдова, выпускница МГУ. Автор книги «Мужество знать» о социологической теории А. Зиновьева (А. А. Зиновьев написал для этой книги свою биографию). Сын — Александр Юрьевич, кандидат экономических наук.

## Награды
- 2003 год — кавалер ордена Дружбы[3].
- 2004 год — Почетный знак «Ректор года»[7].
- 2006 год — кавалер ордена Почёта[3].
- 2007 год — медаль им. К. Д. Ушинского «За заслуги в области педагогических наук».
- Орден преподобного Сергия Радонежского II степени[3].

## Общественное признание
В честь Юрия Степановича на его родине в городе Инза Ульяновской области названа улица Академика Давыдова.
4 мая 2017 года в Пятигорском государственном университете открыта мемориальная доска, посвящённая Ю. С. Давыдову.